# راشيل تالالاي
راشيل تالالاي (بالإنجليزية: Rachel Talalay) ولدت في 16 يوليو 1958 هي مخرجة ومنتجة أمريكية بريطانية.  وهي أيضًا أستاذة سينمائية في جامعة كولومبيا البريطانية.

## سيرتها الذاتية
وُلدت تالالاي في شيكاغو لوالدين إنجليزيين وهما بول وبرودينس.  انتقلت العائلة إلى بالتيمور عندما كانت تالالاي في الرابعة من عمرها، بسبب عمل والدها، الذي كان باحثًا في السرطان.  عندما كانت في سن المراهقة، عاشت العائلة في إنجلترا لمدة عامين.  أكملت تالي دراستها الجامعية في جامعة ييل، حيث درست الرياضيات. في جامعة ييل هي أيضا أدارت جمعية السينما.  بعد التخرج، بدأت تالالاي العمل كمبرمجة في جامعة جونز هوبكنز.  خلال هذه الفترة التقت بالمخرج جون ووترز، واكتسبت من خلاله اهتمامها بعالم السينما، وبدأت العمل في أفلامه كمساعدة إنتاج.
في أوائل التسعينيات تزوجت تالالاي من المنتج السينمائي البريطاني روبرت هارفي.  جون ووترز ترأس حفل الزواج (وهو قس معتمد نيابة عن كنيسة الحياة العالمية).  تقول تالالاي إن ووترز وأعضاء الفريق الذين يرافقونه (عائلة دريم لاندرز) حوَّلوا حفل الزفاف إلى إنتاج مثل أفلامهم - حدث «مضطرب وممتع».  للزوجين ابنتان.

## سيرتها المهنية
أول فيلم عملت عليه تالالاي كان " بوليستر " (1981)، بطولة ديفاين. ومن الأفلام الأخرى التي عملت عليها جنبًا إلى جنب مع ووترز كمنتجة " مثبتات الشعر " (1988) و " مارجينال بوي " (1990). سرعان ما حصلت على وظيفة في New Line Cinema Studios ، في البداية كمحاسبة على الرغم من اعترافها بأنها لم تكن تعرف الحسابات، لكنها سرعان ما تقدمت إلى العمل الإنتاجي وبدأت العمل في أفلام فريدي كروجر. استخدمت مهاراتها في الكمبيوتر لتحسين المؤثرات الخاصة في الأفلام دون زيادة التكاليف. مع بداية عملها في هذا المسلسل السينمائي، بدأت أيضًا علاقة مع رئيس الاستوديو روبرت شيا، وانتهت العلاقة مع ظهورها لأول مرة كمخرجة، في الفيلم الأخير في المسلسل، " فريدي هو ". الموتى: الكابوس الأخير "(1991). كانت المخرجة الأولى والوحيدة في سلسلة الأفلام. على الرغم من معرفتها العميقة والطويلة الأمد بأفلام فريدي كروجر، خلال عملها في "فريدي ميت"، تلقت تالي سلسلة من المذكرات الداخلية من الإنتاج المخصص لها لكي لا تكون "أنثوية" أو "حساسة للغاية" في صنع الفيلم.
تدعي تالالاي بأن هذا النهج قد رافقها طوال حياتها المهنية، وعلاوة على ذلك، تقلصت فرصها أيضًا بسبب جنسها؛ لاحظت أن جميع المخرجين الآخرين في سلسلة Freddie Kruger قد انتقلوا إلى مشاريع استوديو كبيرة أخرى، وهي الوحيدة التي لم تتلق مثل هذا العرض. كان فيلمها التالي فيلم خيال  علمي مستقل يسمى Ghost in the Machine .